# Memorandum (diplomati)
Memorandum (latin: något som behöver kommas ihåg) är en typ av diplomatiskt meddelande mellan stater. 
Ett memorandum innehåller ofta en beskrivning av stats uppfattning i en fråga som också berör den andra staten. Det kan också användas som en teckning för en överenskommelse mellan länderna. 
Ett memorandum som överlämnas som minnesanteckning av de ståndpunkter som framförts i en muntlig framställning kallas aide-mémoire. 